# Ерколе Спада
Ерколе Спада (італ. Ercole Spada; 1937—2025) — італійський автомобільний дизайнер.

## Біографія
Ерколе Спада народився в італійському місті Арсізіо, 26 липня 1938 року, в 1956 році отримує диплом інженера.
Після служби в армії, в 1960 році приходить в Zagato, де згодом стає головним стилістом. За роки роботи в Zagato Ерколе Спаду розробив безліч моделей для Aston Martin, Ferrari, Maserati, Alfa Romeo, Abarth, Fiat і Lancia.
Серед найбільш пам'ятних його робіт того періоду: Aston Martin DB4 GT Zagato (перший проєкт Ерколя Спади — молодшого дизайнера Zagato), Alfa Romeo Giulietta SZ (1961), Giulia TZ1 (1964), TZ2 і Junior Z (1968), Lancia Fulvia Sport.
У 1970 році Спада прийшов у Форд, зайнявши пост шеф-дизайнера в кузовному ательє Ghia. Потім після нетривалої роботи в Ауді, в 1976 перейшов в БМВ, де розробив для баварців BMW E32 7-серії (1987—1994), і BMW E34 5-серії (1989—1996).
Після повернення в 1983 на батьківщину в Італію Спаду очолює Інститут розвитку автомобілебудування (I.DE.A.), де займається розробкою нових моделей концерну Фіат (Alfa Romeo 155, Fiat Tipo, Lancia Dedra, Delta II, Kappa). У 1992 він повертається в Zagato, де створює дизайн концепту Ferrari FZ93.
Разом зі своїм сином Пауло (Paulo Spada), він створив студію Spadaconcept, новий дизайнерський будинок — спеціалізується на промисловому та автомобільному дизайні.
Помер 3 серпня 2025 року.

## Список основних робіт
- 1960 — Aston Martin DB4 GT Zagato
- 1960 — Alfa Romeo Giulietta SZ
- 1960 — O.S.C.A 1600 GTZ
- 1962 — Alfa Romeo 2600 SZ
- 1962 — Lancia Flavia Sport
- 1963 — Alfa Romeo Giulia TZ
- 1963 — Lancia Flaminia Super Sport
- 1965 — Lancia Flavia|Lancia Fulvia Sport
- 1967 — Lancia Flavia Super Sport
- 1967 — Rover 2000 TCZ
- 1969 — Alfa Romeo Junior Z
- 1969 — Volvo GTZ 2000
- 1970 — Ford GT 70
- 1992 — Alfa Romeo 155
- 1993 — Nissan Terrano II
- 1988 — Fiat Tipo
- 1990 — Fiat Tempra
- 1989 — Lancia Dedra
- 1993 — Lancia Delta
- 2007 — Spada Codatronca